# Disturbo da stress post-traumatico
Il disturbo da stress post-traumatico o DSPT (in inglese PTSD, post-traumatic stress disorder), in psicologia e psichiatria, è un disturbo psichiatrico caratterizzato dall'insieme delle conseguenze psicologiche che conseguono ad uno o più eventi traumatici, catastrofici o violenti, subìto od al quale si ha partecipato, a volte anche solamente visionato.
È denominato anche nevrosi da guerra, proprio perché inizialmente riscontrato in soldati coinvolti in pesanti combattimenti o in situazioni belliche di particolare drammaticità (con definizioni e sottotipi diversi: Combat Stress Reaction, Battle Fatigue, Shell shock, Thousand-yard stare), o anche come conseguenza di atti di mobbing. La risposta che il soggetto può fornire include incubi, flashback e un profondo disagio psichico di fronte a eventi o persone che gli ricordano l'evento traumatico. I traumi da combattimento sono stati definiti anche disturbo da stress post-traumatico complesso e associati per il tipo di conseguenze, a esperienze subite di stupro o abusi nell'infanzia. Le persone con disturbo da stress post-traumatico corrono un rischio maggiore di commettere suicidio e auto-danno intenzionale.

## Storia
nessun dato
     < 43,5
     43,5–45
     45–46,5
     46,5–48
     48–49,5
     49,5–51
     51–52,5
     52,5–54
     54–55,5
     55,5–57
     57–58,5
     > 58,5

DALY per il PTSD ogni 100000 abitanti nel mondo (2004)
nessun dato
< 43,5
43,5–45
45–46,5
46,5–48
48–49,5
49,5–51
51–52,5
52,5–54
54–55,5
55,5–57
57–58,5
> 58,5

Anche se la descrizione delle classiche sintomatologie post-traumatiche è reperibile anche in testi molto antichi (dall'Epopea di Gilgamesh e dall'Iliade in poi), lo studio delle sindromi post-traumatiche strutturate iniziò ad articolarsi compiutamente durante la prima guerra mondiale (anche se le prime osservazioni cliniche strutturate di merito risalgono alla guerra di secessione americana e alla guerra russo-giapponese), per opera degli psichiatri militari dei diversi schieramenti. Dopo le iniziali difficoltà di classificazione nosografica, sia gli psichiatri di scuola "classica" (come i francesi Jean Lhermitte e Roissy, gli inglesi William Rivers e Charles Myers, lo statunitense Thomas Salmon, ecc.) sia quelli di scuola psicoanalitica (Freud stesso, Viktor Tausk, Karl Abraham, Sándor Ferenczi, ecc.) iniziarono a ipotizzare la parziale autonomia nosologica delle sindromi traumatiche conseguenti all'esposizione a intensi eventi bellici.
Queste prime riflessioni psicopatologiche ebbero conseguenze importanti anche sulla nosologia psicoanalitica negli anni successivi alla guerra. Durante la seconda guerra mondiale e la guerra di Corea gli psichiatri militari (soprattutto statunitensi e inglesi, tra cui Wilfred Bion e S. H. Foulkes) ripresero gli spunti dei loro colleghi della generazione precedente, e iniziarono a sviluppare trattamenti specifici per le sindromi traumatiche nel personale militare.

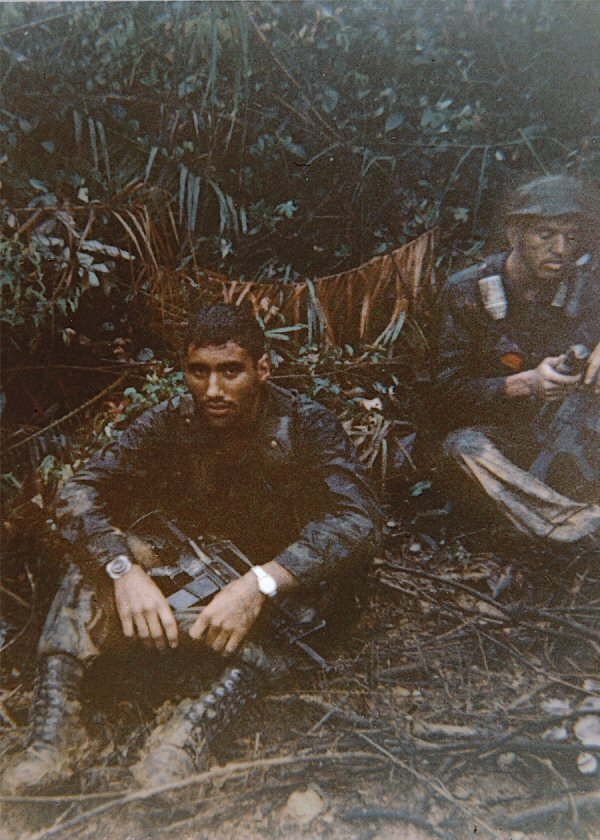
Una pattuglia di soldati americani in Vietnam del Sud, 1968

Con la guerra del Vietnam la prevalenza delle sindromi post-traumatiche nel personale militare iniziò a manifestarsi in proporzioni ancora più ampie, e il tema iniziò a essere portato all'attenzione dell'opinione pubblica. Le lobby dei veterani statunitensi della guerra del Vietnam, con l'assistenza di alcuni psichiatri sensibilizzati al problema, riuscirono infine a ottenere, alla fine degli anni 1970, il reinserimento anche formale delle sindromi traumatiche nel DSM, la principale classificazione nosografica internazionale di ambito psichiatrico, con l'importante risultato di poter finalmente ottenere il riconoscimento e il rimborso delle relative terapie psichiatriche dalle assicurazioni sanitarie private e dal sistema della Veteran Administration (che, in assenza di una classificazione nosografica precisa delle sindromi stesse, si rifiutavano spesso di riconoscerle da un punto di vista formale). Il DSM-III del 1980 introdusse quindi la diagnosi di Post-Traumatic Stress Disorder, riprendendo e modificando la "vecchia" definizione di Gross Stress Reaction che era presente nella prima versione del manuale.

## Caratteristiche cliniche
Questo disturbo rappresenta dunque la possibile risposta di un soggetto a un evento critico abnorme (terremoti, incendi, nubifragi, incidenti stradali, abusi sessuali, atti di violenza subiti o di cui si è stati testimoni, inclusa tortura, attentati, azioni belliche, ecc.)
In molti casi può essere adeguatamente affrontato in sede clinica attraverso trattamenti psicoterapeutici specifici, diretti sia alla vittima sia (in funzione di supporto, quando necessario e possibile) alla sua famiglia. Quando necessario, la psicoterapia psicotraumatologica può eventualmente essere coadiuvata da una specifica terapia farmacologica.
È importante ricordare che la maggior parte delle persone, anche se vive eventi potenzialmente traumatici, subisce solo delle reazioni emotive transitorie ("reazioni normali a eventi anormali") che, seppur dolorose, raramente si trasformano in un vero e proprio PTSD strutturato. Si valuta che la prevalenza cronica del PTSD in una popolazione normale sia del 7,8%.
Il PTSD può prodursi a partire da poche settimane dall'evento (anche se sintomatologie similari, definite di ASD/DAS - disturbo acuto da stress, possono prodursi anche dalle prime ore post-evento), e perdurare per molto tempo; in altri casi, il disturbo si manifesta a una certa distanza di tempo dall'evento, anche dopo diversi mesi (PTSD tipo "Delayed Onset").

## Classificazioni DSM-IV-TR
I pazienti con PTSD vengono abitualmente classificati in tre categorie, in base al loro tipo di coinvolgimento nell'evento critico che ha originato il disturbo:
- primari, le vittime dirette che hanno subito personalmente l'evento traumatico;
- secondari, i testimoni diretti dell'evento, o i parenti delle vittime primarie (ad esempio, nel caso di un lutto);
- terziari, il personale di soccorso (volontario o professionale) che si trova ad operare con le vittime primarie o secondarie.

I principali disturbi, accusati dalla maggior parte dei pazienti, sono riassunti dalla cosiddetta "triade sintomatologica", per come definita dalla classificazione del DSM-IV-TR: intrusioni, evitamento, hyperarousal (iperattivazione psicofisiologica). In particolare, si possono riscontrare tra gli altri sintomi:
- Flashback: un vissuto intrusivo dell'evento che si propone alla coscienza, "ripetendo" il ricordo dell'evento;
- Numbing (intorpidimento): uno stato di coscienza simile allo stordimento e alla confusione;
- Evitamento: la tendenza a evitare tutto ciò che ricordi in qualche modo, o che sia riconducibile, all'esperienza traumatica (anche indirettamente o solo simbolicamente);
- Incubi: che possono far rivivere l'esperienza traumatica durante il sonno, in maniera molto vivida;
- Hyperarousal  (iperattivazione psicofisiologica): caratterizzato da insonnia, irritabilità, ansia, aggressività e tensione generalizzate;
- Attacchi di panico: caratterizzati da palpitazioni, sudore, pallore, tremore generale, crisi di pianto improvvise e paura intensa di scontrarsi con l'oggetto evitante;

In alcuni casi, la persona colpita cerca "sollievo" (spesso peggiorando la situazione) con abusi di:
- alcool,
- droga,
- farmaci e/o psicofarmaci.

Spesso sono associati sensi di colpa per quello che è successo o come ci si è comportati (o per il non aver potuto evitare il fatto), sensi di colpa che sono spesso esagerati e incongruenti con il reale svolgimento dei fatti e delle responsabilità oggettive (sono detti anche complessi di colpa del sopravvissuto); spesso, sono compresenti anche forme medio-gravi di depressione e/o ansia generalizzata. In alcuni casi si vengono a produrre delle significative tensioni familiari, che possono mettere in difficoltà i parenti della persona con PTSD.
È quindi importante riferirsi a un professionista specializzato, psicoterapeuta e/o psichiatra, per affrontare il disturbo il prima possibile, perché con un adeguato trattamento è possibile risolverne la sintomatologia o mitigarla in maniera significativa (in molti casi, anche se si è già instaurata da anni).
Grande attenzione al tema delle sequele post-traumatiche ha iniziato a essere posta, in anni recenti, anche nell'ambito della medicina delle migrazioni e della cooperazione sanitaria internazionale (a causa dell'elevato numero di sindromi traumatiche, in bambini e adulti, in contesti di guerra, violenza, povertà).
L'Associazione multidisciplinare per gli studi psichedelici (MAPS) ha ricevuto l'approvazione della FDA e la designazione Breakthrough Therapy per gli studi di fase 3 con psicoterapia assistita con MDMA per disturbo da stress post-traumatico.

## Diagnosi
La diagnosi di PTSD necessita che i sintomi siano sempre conseguenza di un evento critico, ma l'aver vissuto un'esperienza critica di per sé non genera automaticamente un disturbo post-traumatico. La prevalenza cronica nella popolazione generale è infatti di circa il 6,8%, con una variabilità dovuta al tipo di evento, al significato soggettivo che esso assume, e al diverso equilibrio dei fattori psicosociali di tipo protettivo o di rischio..
Nel DSM-5 (2013) il PTSD è collocato nel capitolo dei disturbi correlati a eventi traumatici e stressanti.
La diagnosi nei bambini può invece essere affidata al CD0-3R, dove il PTSD rientra nel primo asse.

## Predisposizioni
Una causa primaria sono i traumi subiti nell'infanzia, che aumentano le probabilità di sviluppare un PTSD da adulti in quanto il cervello in via di sviluppo viene colpito dal trauma in modo diverso rispetto al cervello adulto.
Come la maggior parte dei disturbi psichiatrici, il disturbo comporta l'interazione di una predisposizione genetica con un innesco ambientale.
Su 100 persone esposte allo stesso evento traumatico circa 4 uomini e 10 donne svilupperebbero il disturbo.